# David Bruce (Eishockeyspieler)
David Bruce (* 7. Oktober 1964 in Thunder Bay, Ontario) ist ein ehemaliger kanadischer Eishockeyspieler, der im Verlauf seiner aktiven Karriere zwischen 1982 und 1999 unter anderem 237 Spiele für die Vancouver Canucks, St. Louis Blues und San Jose Sharks in der National Hockey League auf der Position des linken Flügelstürmers bestritten hat. Den Großteil seiner Karriere verbrachte Bruce jedoch in der International Hockey League und American Hockey League, wo er in Diensten der Peoria Rivermen mit dem Gewinn des Turner Cups der IHL im Jahr 1991 den größten Erfolg seiner Karriere feierte.

## Karriere
Bruce spielte zunächst zwei Jahre von 1982 bis 1984 in der Ontario Hockey League bei den Kitchener Rangers, mit denen er in der Saison 1983/84 am Memorial Cup teilnahm. 
Nachdem er im NHL Entry Draft 1983 in der zweiten Runde an 30. Position von den Vancouver Canucks ausgewählt worden war, unterschrieb er zur Saison 1984/85 seinen ersten Profivertrag und wurde von den Canucks vorerst in der American Hockey League bei den Fredericton Express eingesetzt. Der linke Flügelspieler blieb bis einschließlich der Saison 1989/90 in Vancouver, konnte sich aber trotz 143 NHL-Einsätzen nie im Stammkader festspielen. Daher verlängerte er seinen auslaufenden Vertrag nicht und ging als Free Agent im Sommer 1990 für eine Spielzeit zu den St. Louis Blues, wo er aber auch sowohl im NHL-Team als auch im IHL-Farmteam spielte. In der IHL wurde er am Ende der Playoffs mit der James Gatschene Memorial Trophy für den besten Spieler der Playoffs belohnt, nachdem er die Peoria Rivermen zum Gewinn des Turner Cup geführt hatte. Durch den NHL Expansion Draft 1991 musste der Kanadier dann zu den San Jose Sharks wechseln. Dort schaffte er ebenso wie in Vancouver und St. Louis nicht den Durchbruch und spielte bis 1998 zumeist bei den Kansas City Blades. Nur in der Saison 1991/92 war er fester Bestandteil des NHL-Kaders der Sharks.
Zur Spielzeit 1998/99 wechselte Bruce nach Europa zum EV Landshut in die Deutsche Eishockey Liga. Nach Abschluss der Spielzeit beendete er seine Karriere.

## Erfolge und Auszeichnungen
- 1990 IHL First All-Star Team
- 1991 Turner-Cup-Gewinn mit den Peoria Rivermen
- 1991 James Gatschene Memorial Trophy
- 1991 IHL First All-Star Team

## Karrierestatistik
(Legende zur Spielerstatistik: Sp oder GP = absolvierte Spiele; T oder G = erzielte Tore; V oder A = erzielte Assists; Pkt oder Pts = erzielte Scorerpunkte; SM oder PIM = erhaltene Strafminuten; +/− = Plus/Minus-Bilanz; PP = erzielte Überzahltore; SH = erzielte Unterzahltore; GW = erzielte Siegtore; 1 Play-downs/Relegation; Kursiv: Statistik nicht vollständig)